# Château d'Uriage
Le château d’Uriage est un ancien château fort, du XIe siècle profondément remanié aux XVIe et XIXe siècles, qui se dresse sur la commune de Saint-Martin-d'Uriage, dans le département français de l'Isère, en région Auvergne-Rhône-Alpes.

## Situation
Le château d’Uriage est situé au 4 sentier du Colombier sur la commune de Saint-Martin-d'Uriage, près de Grenoble. Il a été construit sur le haut d'une colline, dominant la vallée, ainsi que la station thermale d'Uriage-les-Bains, au pied de Chamrousse.

## Histoire

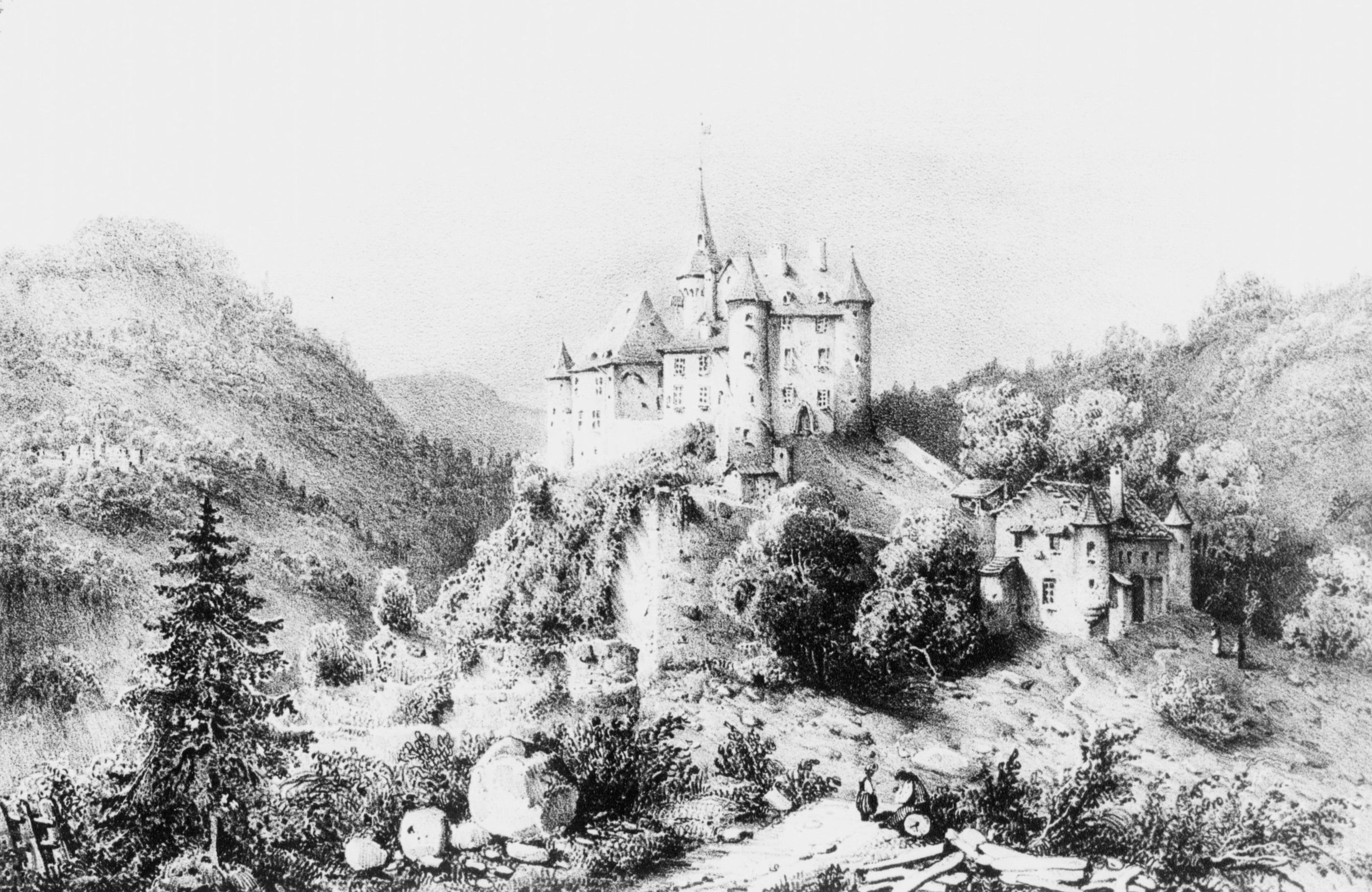
Château d'Uriage, lithographie de Victor Cassien (1808-1893).

En 1085, première mention du château est faite dans les écrits (dans le « pouillé » de Saint-Hugues, évêque de Grenoble) : on parle alors d’une « tour de bois » ou motte castrale. Le château appartient à l'influente famille dauphinoise, les Alleman (Allemand). La tour de bois devient château de pierre.
En 1496, sous Soffrey Alleman, la seigneurie d'Uriage est érigée en baronnie par le roi Charles VIII, probablement en remerciement des nombreux services rendus au pouvoir royal.[réf. nécessaire]
En 1630, le dernier baron d'Uriage cède le château à Thomas Boffin.
En 1659, le château et la baronnie passent à la famille Langon par mariage. Nicolas-François de Langon sera député aux Etats Généraux de 1789.[réf. nécessaire]
En 1797, le château passe par mariage à la famille de Gauteron (souvent orthographiée à tort Gautheron).[réf. nécessaire]
Louis de Saint-Ferriol hérite de sa tante, la marquise Madeleine Françoise de Gauteron, plusieurs châteaux dont celui d'Uriage[réf. nécessaire].
Réquisitionné par l'armée en 1942, le château a notamment accueilli successivement trois « Écoles de Cadres » sous le régime de Pétain.
Vendu par l'armée en 1968 à un particulier, le château est désormais une propriété privée fermée à la visite.
Les archives du château d'Uriage sont conservées aux Archives départementales de l'Isère.

## Description
Le château, dressé autour d'une cour carrée, est composé de trois massifs corps de logis, que flanquent aux angles des tours rondes. La plus grosse et la plus haute faisant office de donjon. Il est probable qu'il subsiste des éléments datant de l'époque de son édification par les Alleman aux Xe siècle, mais la plupart des constructions date des remaniements des XVe et XIXe siècles.

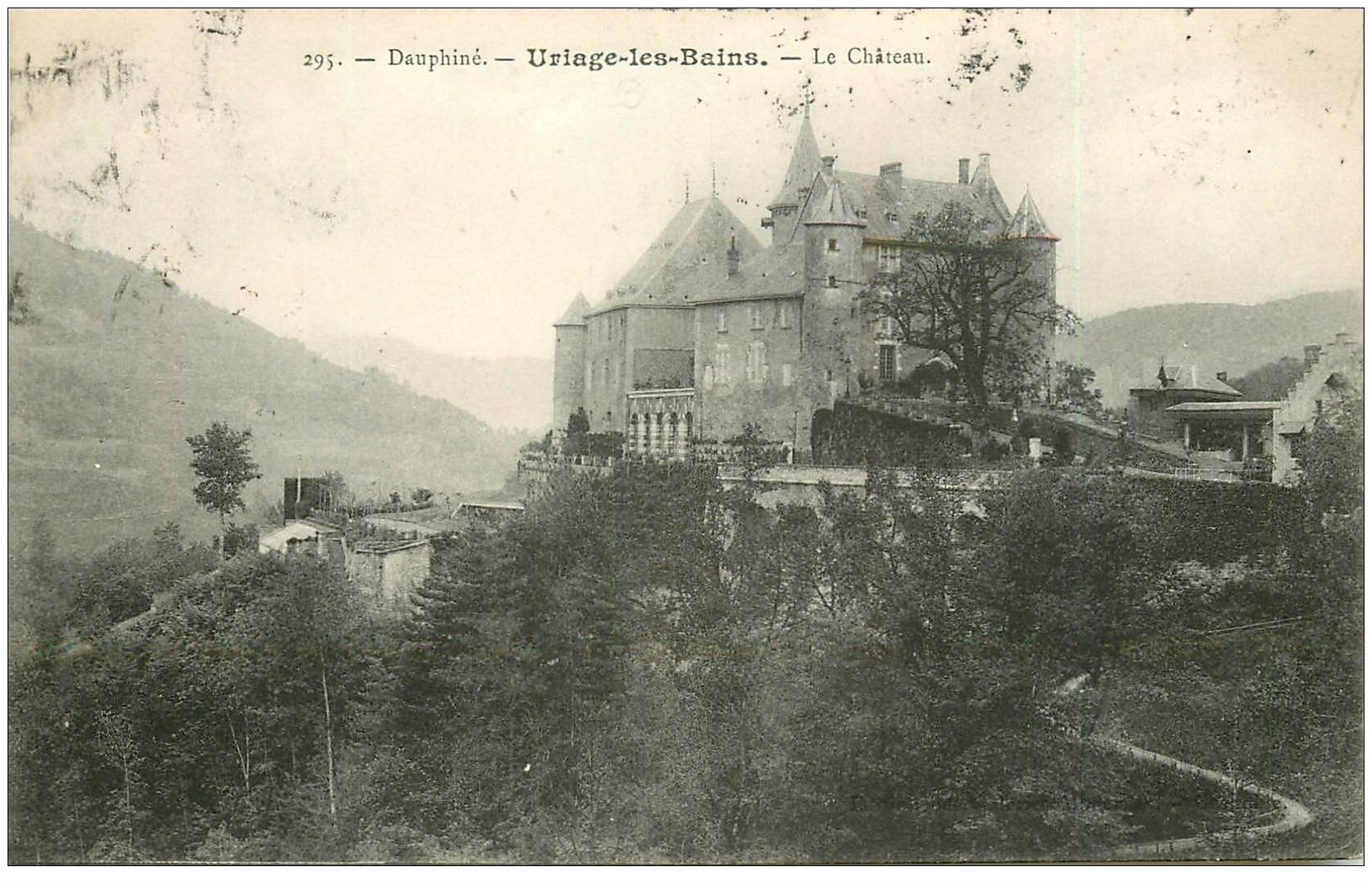
Carte postale ancienne du château (1909)
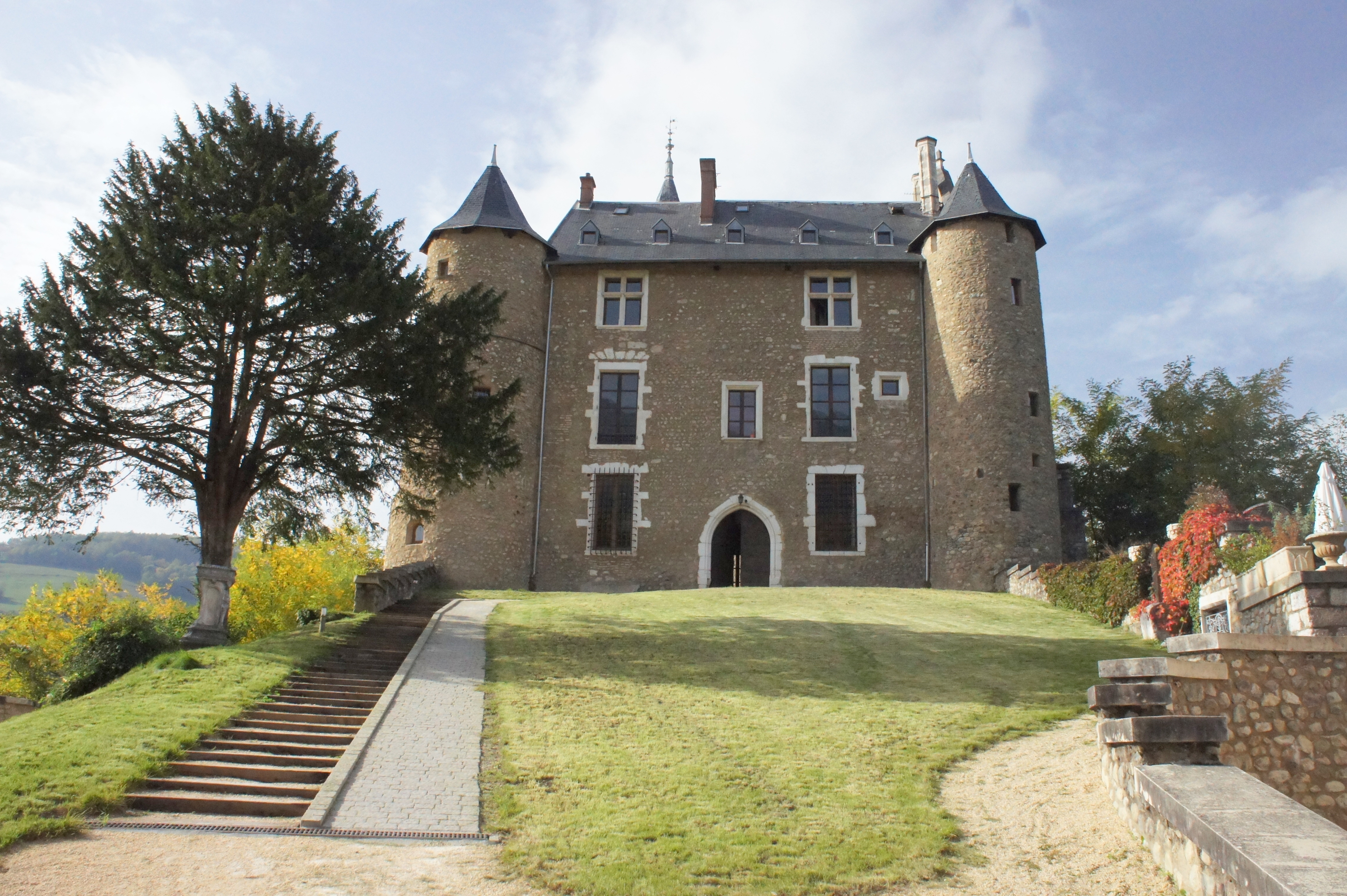
Façade du château.
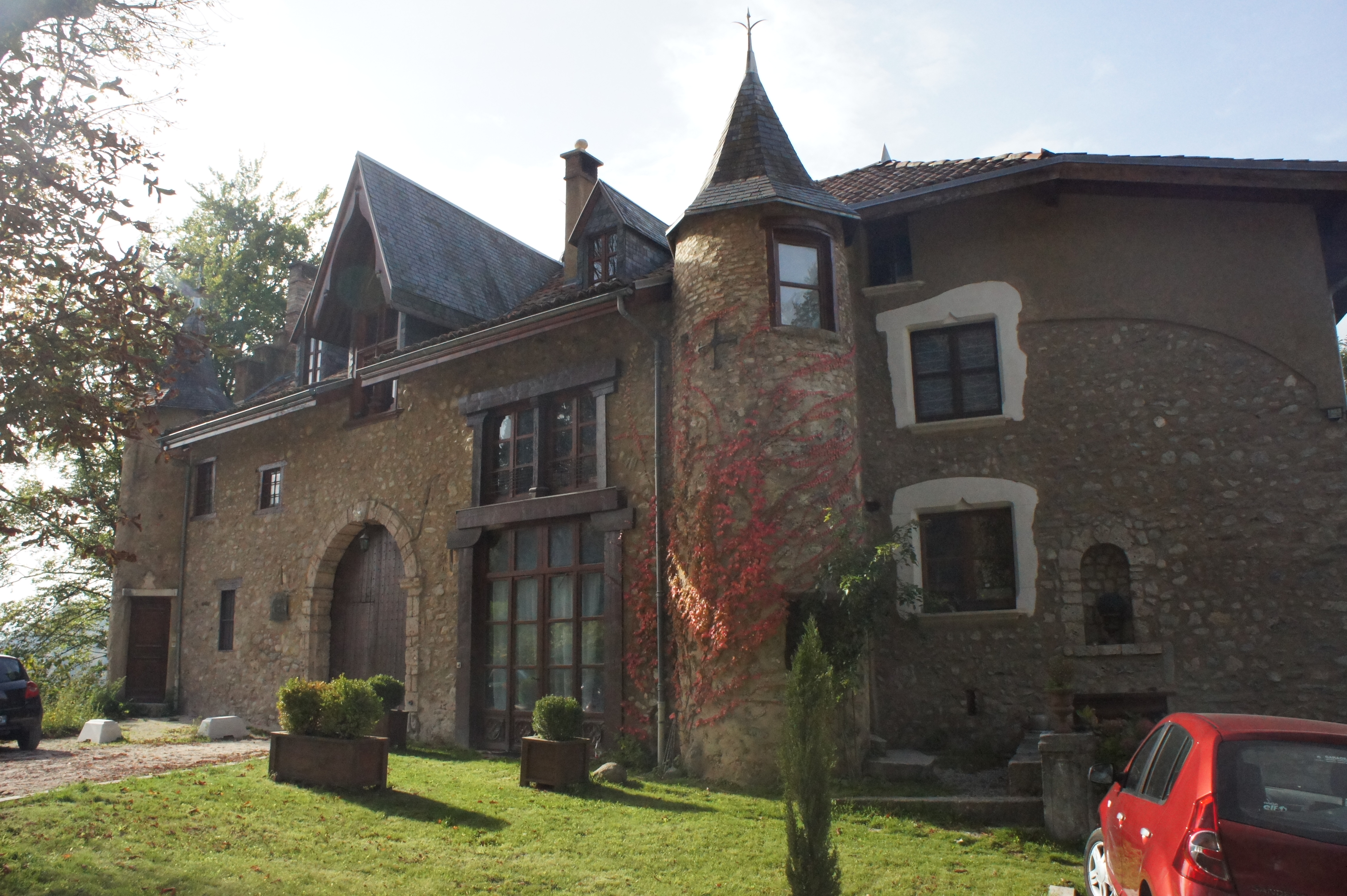
Porte du domaine.
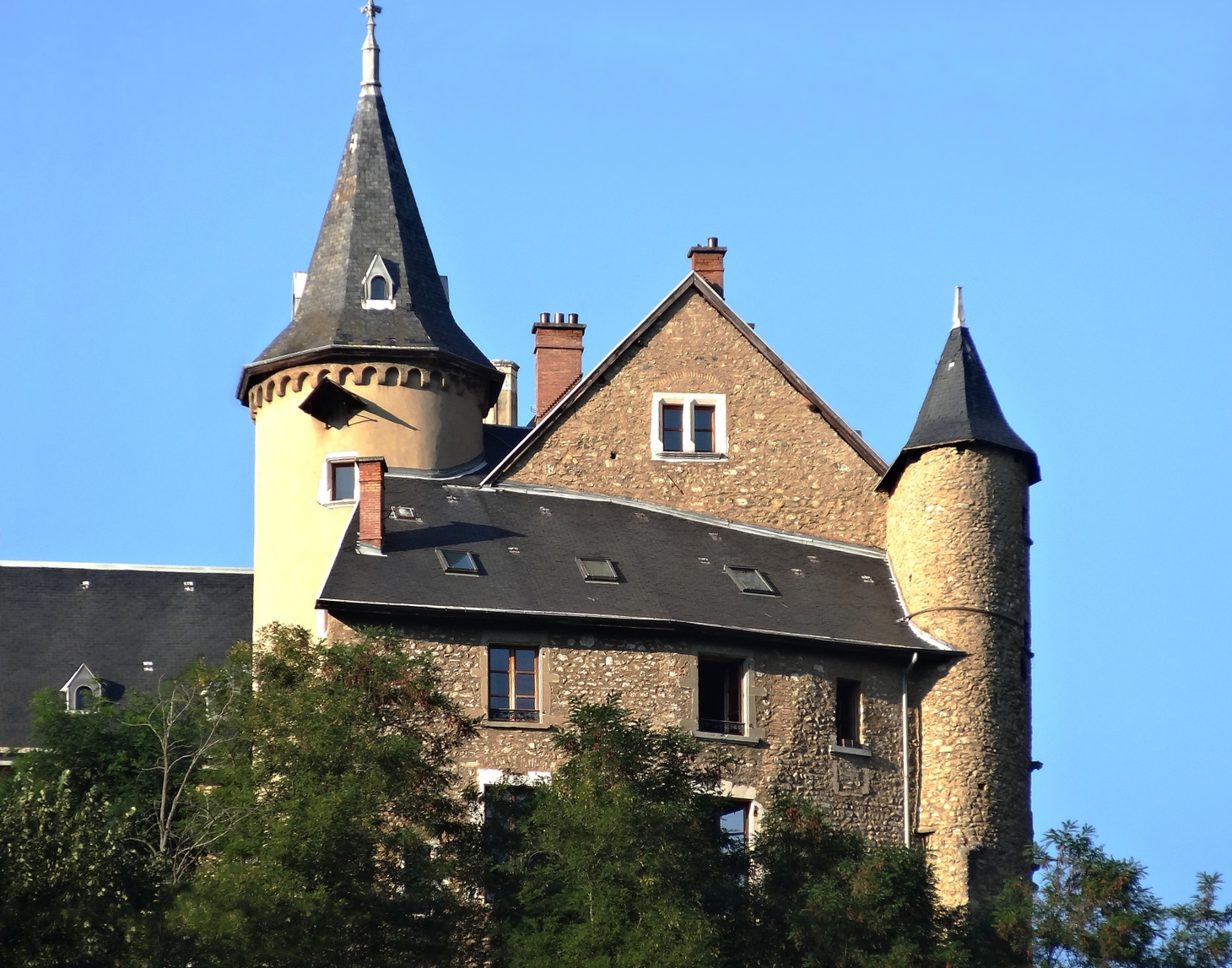
Autre façade du château.
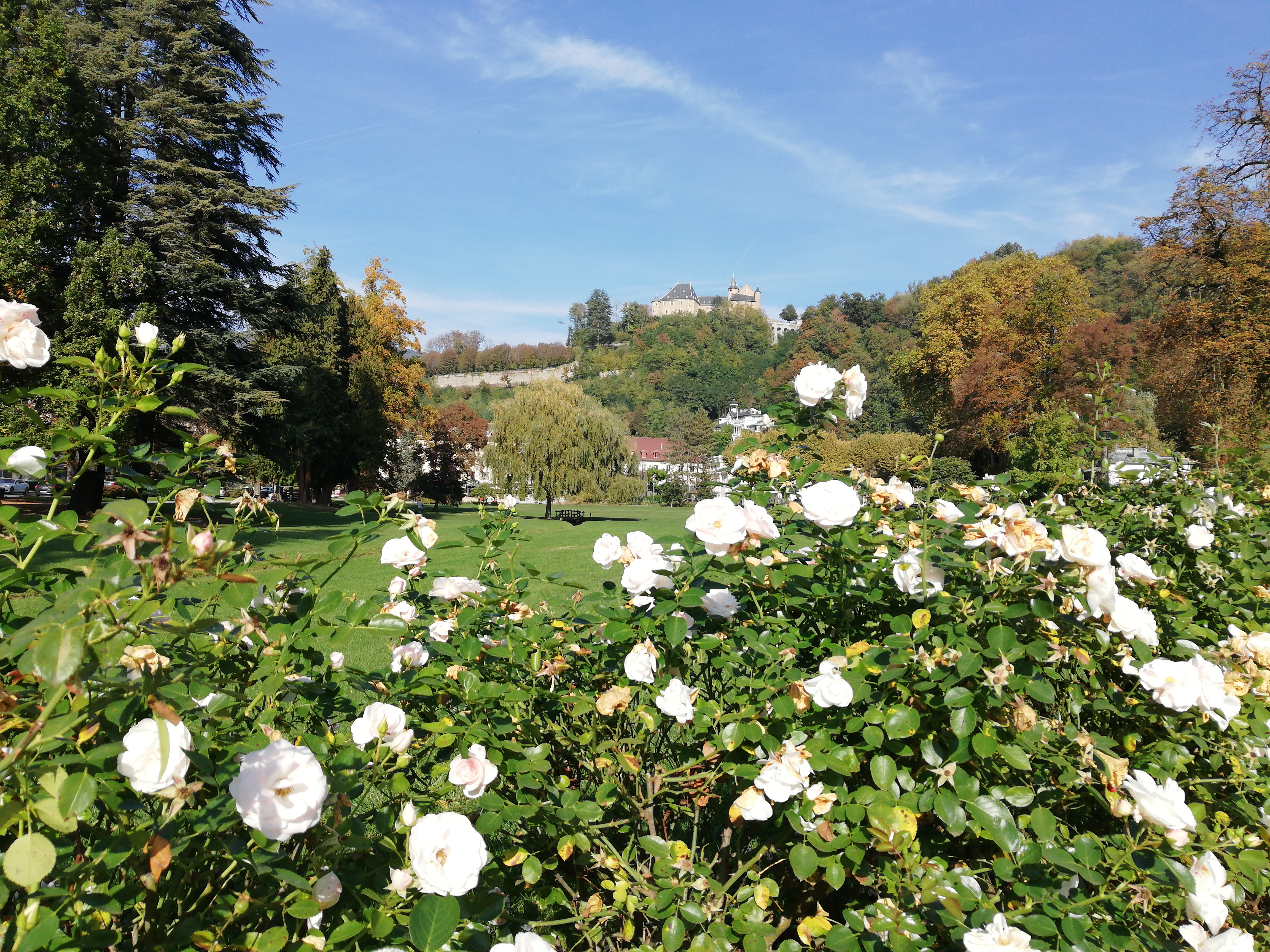
Château d'Uriage, vu du parc d'Uriage-les-Bains.

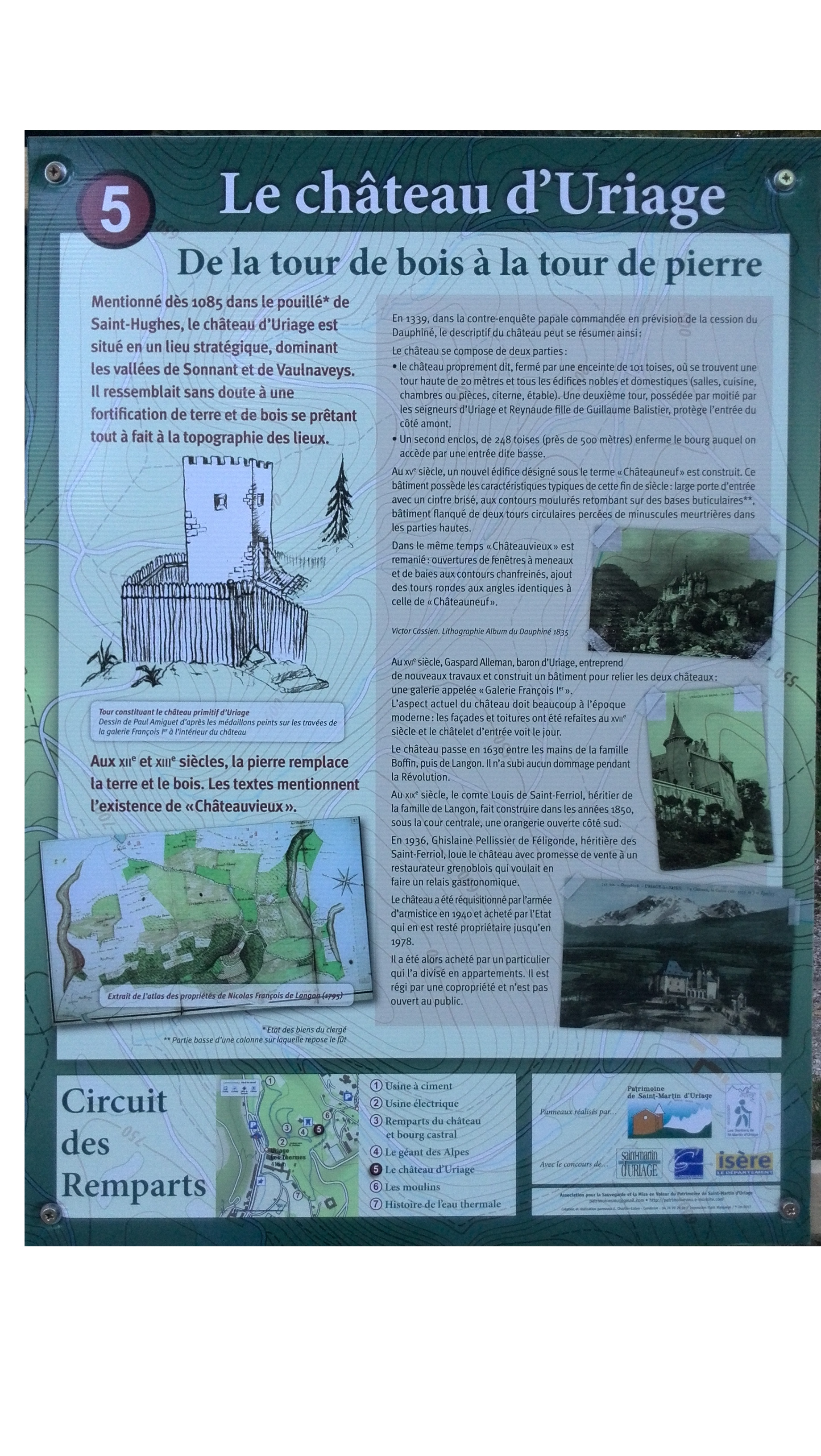
Panneau d'historique du Château d'Uriage, à l'entrée du Château.
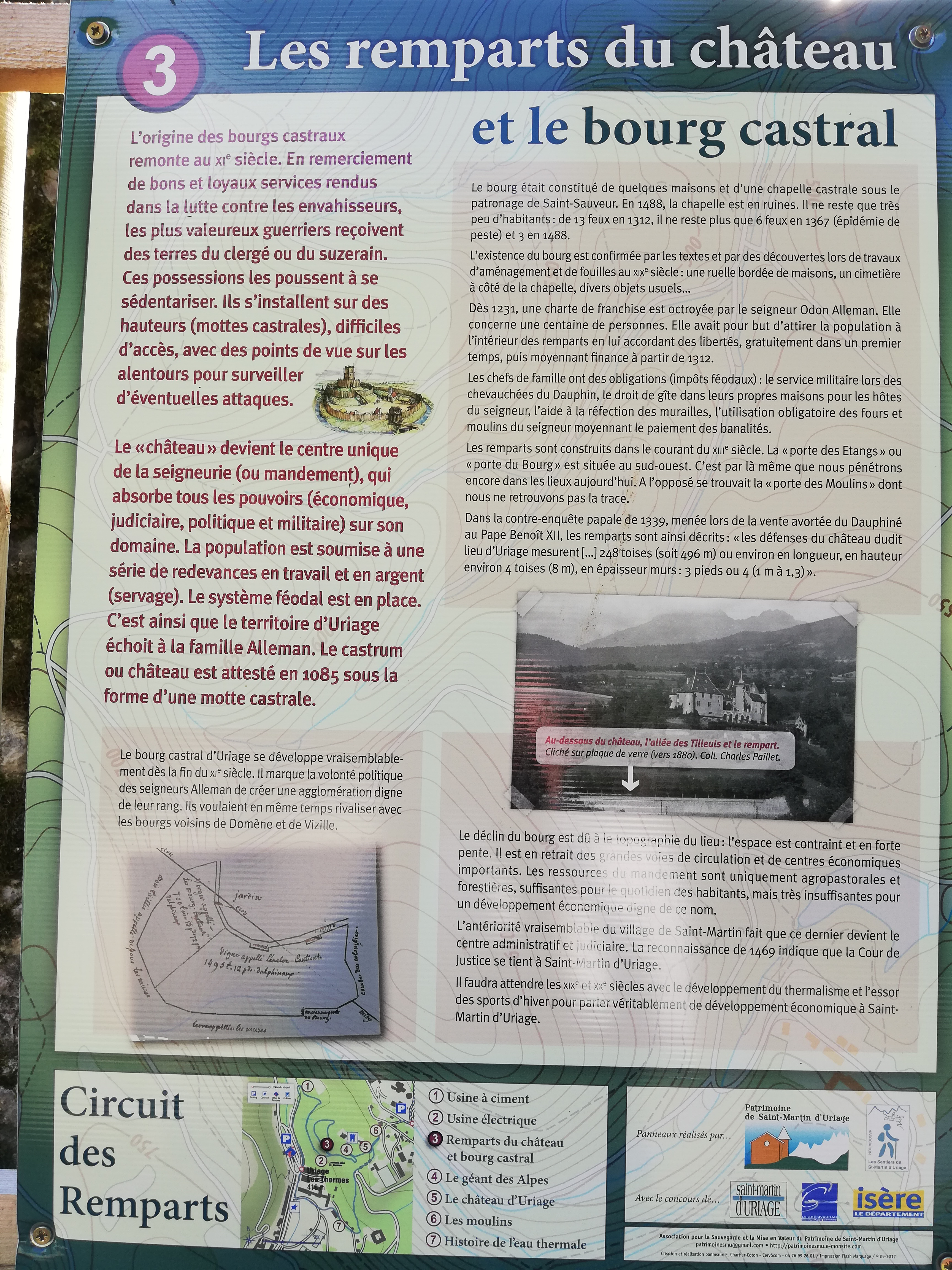
Notice d'information sur les remparts du château.
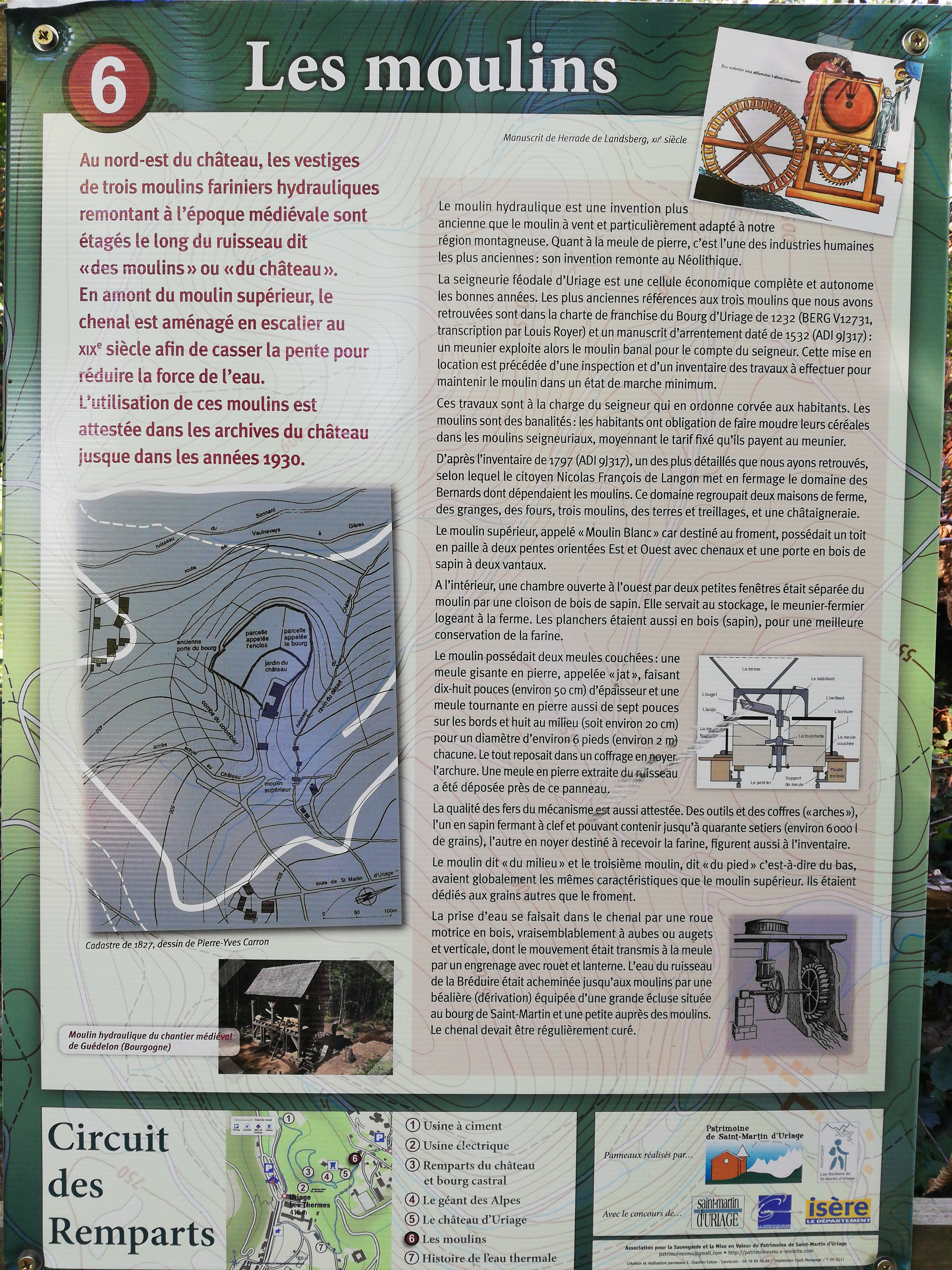
Panneau sur les anciens moulins du château.
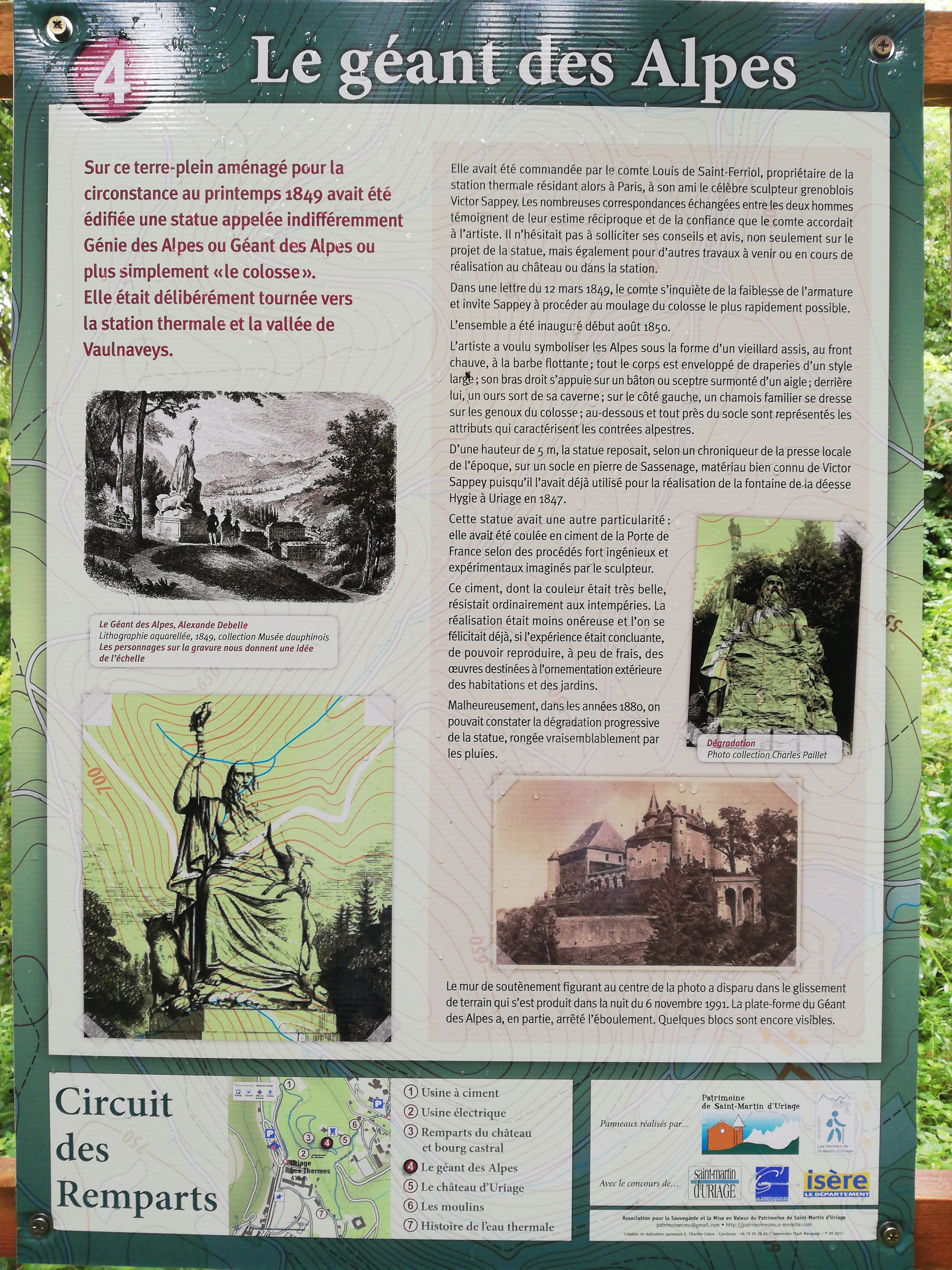
Notice sur le Géant des Alpes, sur le parcours pédestre du château.

## Protection
Plusieurs éléments du château et de ses abords sont classés au titre des monuments historiques, d'abord avec une inscription partielle le 14 septembre 1988 du château sauf des parties classées ; puis le 6 février 1990, une inscription au titre de monument historique, les façades et toitures du château, et l'Orangerie (une grande pièce située à l'intérieur du château, en rez-de-jardin).

## Visite
Le château étant une copropriété privée, il ne se visite pas librement. Néanmoins, il est ouvert au public deux jours par an (en septembre) lors des journées du patrimoine.
L'office de tourisme d'Uriage et l'Association pour la sauvegarde et la mise en valeur du patrimoine de Saint-Martin-d'Uriage organisent conjointement des visites lors de ces journées.